# العلاقات الألمانية السيشلية
العلاقات الألمانية السيشلية هي العلاقات الثنائية التي تجمع بين ألمانيا وسيشل.

## مقارنة بين البلدين
هذه مقارنة عامة ومرجعية للدولتين:
| وجه المقارنة                                              | ألمانيا                                                                              | سيشل                                                |
| --------------------------------------------------------- | ------------------------------------------------------------------------------------ | --------------------------------------------------- |
| المساحة (كم2)                                             | 357.41 ألف                                                                           | 459                                                 |
| عدد السكان (نسمة)                                         | 81.29 مليون                                                                          | 95.84 ألف                                           |
| الكثافة السكانية (ن./كم²)                                 | 227.44                                                                               | 20.88 ألف                                           |
| العاصمة                                                   | بون، برلين                                                                           | فيكتوريا                                            |
| اللغة الرسمية                                             | اللغة الألمانية                                                                      | لغة فرنسية، لغة إنجليزية، اللغة الكريولية السيشيلية |
| العملة                                                    | يورو، مارك ألماني                                                                    | روبية سيشلية                                        |
| الناتج المحلي الإجمالي (بليون دولار)                      | 3.68 تريليون                                                                         | 1.49 مليار                                          |
| الناتج المحلي الإجمالي (تعادل القوة الشرائية) بليون دولار | 3.92 تريليون                                                                         | 2.54 مليار                                          |
| الناتج المحلي الإجمالي الاسمي للفرد دولار أمريكي          | 41.31 ألف                                                                            | 15.48 ألف                                           |
| الناتج المحلي الإجمالي للفرد دولار أمريكي                 | 46.40 ألف                                                                            | 26.42 ألف                                           |
| مؤشر التنمية البشرية                                      | 0.926                                                                                | 0.772                                               |
| رمز المكالمات الدولي                                      | +49                                                                                  | +248                                                |
| رمز الإنترنت                                              | .de                                                                                  | .sc                                                 |
| المنطقة الزمنية                                           | توقيت وسط أوروبا، ت ع م+01:00، ت ع م+02:00، توقيت أوروبا الوسطى المعياري (ت غ م +1) ‏ | ت ع م+04:00                                         |

## منظمات دولية مشتركة
يشترك البلدان في عضوية مجموعة من المنظمات الدولية، منها:
| علم المنظمة | اسم المنظمة                               | تاريخ انضمام ألمانيا | تاريخ انضمام سيشل |
| ----------- | ----------------------------------------- | -------------------- | ----------------- |
|             | مؤسسة التمويل الدولية                     | 20 يوليو 1956        | 11 يونيو 1981     |
|             | منظمة حظر الأسلحة الكيميائية              | 29 أبريل 1997        | 29 أبريل 1997     |
|             | يونسكو                                    | 11 يوليو 1951        | 18 أكتوبر 1976    |
|             | البنك الإفريقي للتنمية                    | ?                    | ?                 |
|             | الأمم المتحدة                             | 18 سبتمبر 1973       | 21 سبتمبر 1976    |
|             | الاتحاد الدولي للاتصالات                  | 1866                 | 17 سبتمبر 1999    |
|             | منظمة الشرطة الجنائية الدولية             | ?                    | 1 سبتمبر 1977     |
|             | البنك الدولي للإنشاء والتعمير             | 14 أغسطس 1952        | 29 سبتمبر 1980    |
|             | الاتحاد البريدي العالمي                   | 1 يوليو 1875         | ?                 |
|             | الفريق المعني برصد الأرض                  | ?                    | ?                 |
|             | المركز الدولي لتسوية المنازعات الاستشارية | 18 مايو 1969         | 19 أبريل 1978     |
|             | وكالة ضمان الاستثمار متعدد الأطراف        | 12 أبريل 1988        | 15 سبتمبر 1992    |

## وصلات خارجية
- موقع وزارة الخارجية الألمانية